# Домус де Марија
Домус де Марија (итал. Domus de Maria) је насеље у Италији у округу Каљари, региону Сардинија.
Према процени из 2011. у насељу је живело 1015 становника. Насеље се налази на надморској висини од 73 м.

## Становништво
| 1936. | 1951. | 1961. | 1971. | 1981. | 1991. | 2001. | 2011. |
| ----- | ----- | ----- | ----- | ----- | ----- | ----- | ----- |
| 918   | 1.315 | 1.360 | 1.329 | 1.392 | 1.444 | 1.545 | 1.675 |